# San Carlos, Córdoba (Colombia)
San Carlos är en ort i Colombia.   Den ligger i departementet Córdoba, i den nordvästra delen av landet, 500 km norr om huvudstaden Bogotá. San Carlos ligger 15 meter över havet och antalet invånare är 24 615.
Terrängen runt San Carlos är platt. Runt San Carlos är det ganska glesbefolkat, med 50 invånare per kvadratkilometer. Närmaste större samhälle är Cereté, 14,0 km nordväst om San Carlos. Omgivningarna runt San Carlos är huvudsakligen savann.